# Kan Kikuchi
Kan Kikuchi (jap. 菊池 寛 Kikuchi Kan, właśc. Hiroshi Kikuchi; ur. 26 grudnia 1888 r. w Takamatsu w prefekturze Kagawa, zm. 6 marca 1948 r. w Tokio) – japoński powieściopisarz, dramaturg i wydawca.
W czasie studiów na Tokijskim Uniwersytecie Cesarskim opublikował m.in. sztuki Okujō no kyōjin (Wariat na dachu, 1917) i Chichi kaeru (Tata wraca, 1917).
Po studiach pracował jako dziennikarz i pisał opowiadania, m.in.: Tadanao-kyō gyōjōki (Kronika zachowania pana Tadanao, 1918), Onshū no kanata ni (Poza miłością i nienawiścią, 1919), Rangaku no koto hajime (Wstęp do rangaku, 1921), Adauchi santai (Trzy formy zemsty, 1921). W utworach tych Kikuchi starał się udokumentować jakąś tezę, dlatego nazwano je  tēma shōsetsu, czyli „powieściami tematycznymi”, albo raczej „tendencyjnymi”.
Kikuchi odniósł sukces wydawniczy dzięki powieściom popularnym, m.in. Shinju fujin (Pani Perła, 1920–1923 i Shin-katei goyomi (Nowy kalendarz rodzinny, 1937).
Jednak największym osiągnięciem było rozpoczęcie w 1923 roku wydawania czasopisma „Bungei Shunjū” („Wiosny i Jesienie Literackie”), które przynosiło dochód i pozwoliło na popieranie twórczości literackiej (pismo jest wydawane do dziś). Dzięki temu zyskał popularność i uznanie. Przyczynił się do utworzenia Nagrody im. Akutagawy i Nagrody im. Naokiego (od 1935 r.).
Kikuchi był uczestnikiem spotkań w literackiej kawiarni-salonie w Tokio pisarzy zafascynowanych kulturą europejską. Dzięki niemu młodzi pisarze mogli realizować swoje pomysły. W ten sposób przyczynił się do powstania szkoły modernistów.

## Galeria

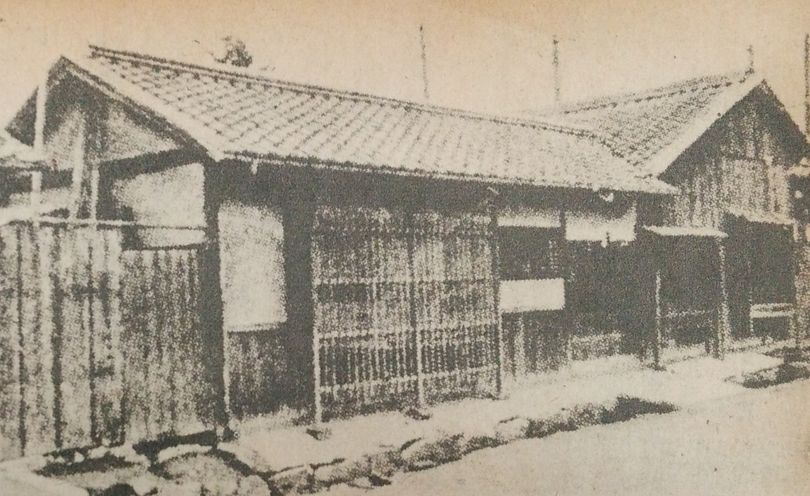
Miejsce urodzenia pisarza
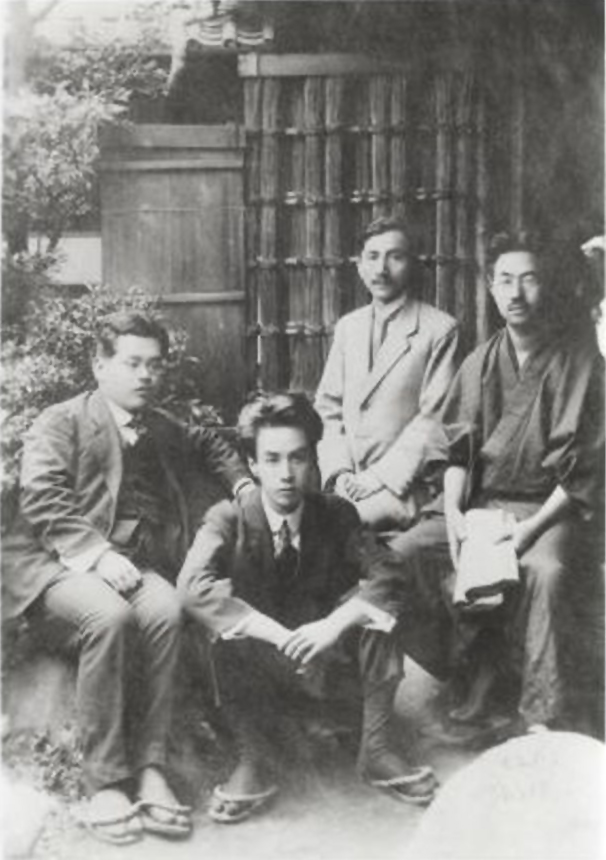
Od lewej: Kan Kikuchi, Ryūnosuke Akutagawa, Chōzō Mutō (historyk ekonomii), Tokutarō Nagami (dramaturg), 1919 r.
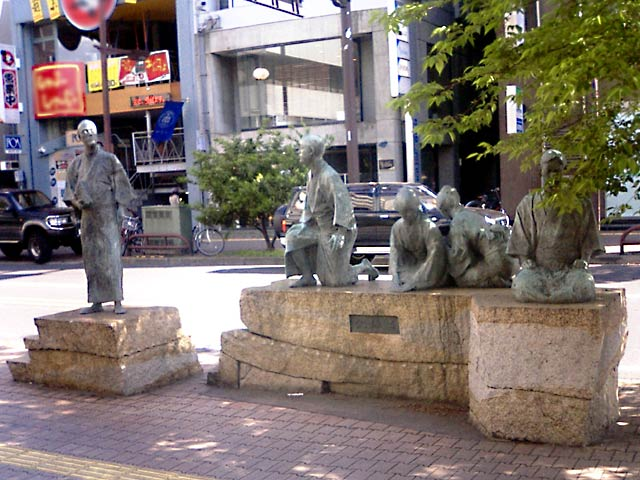
„Tata wraca” – rzeźba postaci z tego utworu przy ul. Kana Kikuchi w Takamatsu